# Камберланд (језеро)
Камберланд (енгл. Lake Cumberland) је вештачко језеро у Сједињеним Америчким Државама. Налази се на територији америчке савезне државе Кентаки. Површина језера износи 205 km².